# 7899 Joya
7899 Joya è un asteroide della fascia principale. Scoperto nel 1996, presenta un'orbita caratterizzata da un semiasse maggiore pari a 2,3429969 UA e da un'eccentricità di 0,1401870, inclinata di 6,25597° rispetto all'eclittica.